# Трев, Кристоф Якоб
Кристоф Якоб Трев (нем. Christoph Jacob Trew или нем. Christoph Jakob Trew, 16 апреля 1695 — 18 июля 1769) — немецкий ботаник, анатом, естествоиспытатель, врач, доктор медицинских наук, архиятр.
Член Лондонского королевского общества (1746).

## Биография
Кристоф Якоб Трев родился в городе Лауф-ан-дер-Пегниц 16 апреля 1695 года.
Трев учился в Альтдорфском университете, ученик Лоренца Гейстера. В 1716 году Кристоф Якоб стал доктором медицинских наук, практикующим в Нюрнберге и, в конечном счёте, архиятром. В 1721 году он переехал в Нюрнберг.
Трев вёл переписку с Лоренцем Гейстером в течение почти сорока лет. Их корреспонденция началась как весьма асимметричный диалог, однако со временем они стали равны практически во всех областях своей компетенции. Их письма показывают широкий спектр научных, организационных, профессиональных, медицинских и личных вопросов, которые легли в основу устойчивой и длительной научной корреспонденции в Эпоху Просвещения.
Кристоф Якоб Трев вёл переписку с выдающимся шведским учёным Карлом Линнеем. В течение тридцати шести лет Трев был другом и сотрудником ботаника и ботанического иллюстратора Георга Дионисия Эрета (1708—1770).
Трев опубликовал одни из самых великолепных немецких книг о растениях — Plantae selectae и Herbarium Blackwellianum. Кристоф Якоб Трев был избран почётным членом академий наук в Лондоне и Берлине, а также Ботанического общества Флоренции.
Кристоф Якоб Трев умер в городе Нюрнберг 18 июля 1769 года. После своей смерти Кристоф Якоб оставил библиотеку с 3000 произведениями, а также огромную до сегодняшнего дня большей частью ещё не оценённую коллекцию почтовых марок.

## Научная деятельность
Кристоф Якоб Трев специализировался на семенных растениях.

## Научные работы
- Hortus nitidissimus. 1750—1786[8].
- Plantae selectae[3][8]. 1750—1773[8].
- Plantae rariores. 1763.
- Uitgezochte Planten. 1771.
- Herbarium Blackwellianum[3]. 1757—1773.
- Trew, Christoph Jacob; Lichtensteger, Georg [Hrsg.]; Eisenberger, Nicolaus Friedrich [Hrsg.] Tabvlae Osteologicae Sev Omnivm Corporis Hvmani Perfecti Ossivm Imagines Ad Dvctvm Natvrae Tam Sigillatim Quam In Ordinaria Connexione Secvndvm Habitvm Svvm Externvm Magnitvdine Natvrali. Nürnberg, 1767[13].

## Почести
В его честь Карл Линней назвал род растений Trewia L. семейства Молочайные.